# Maria Hilf (Schneizlreuth)

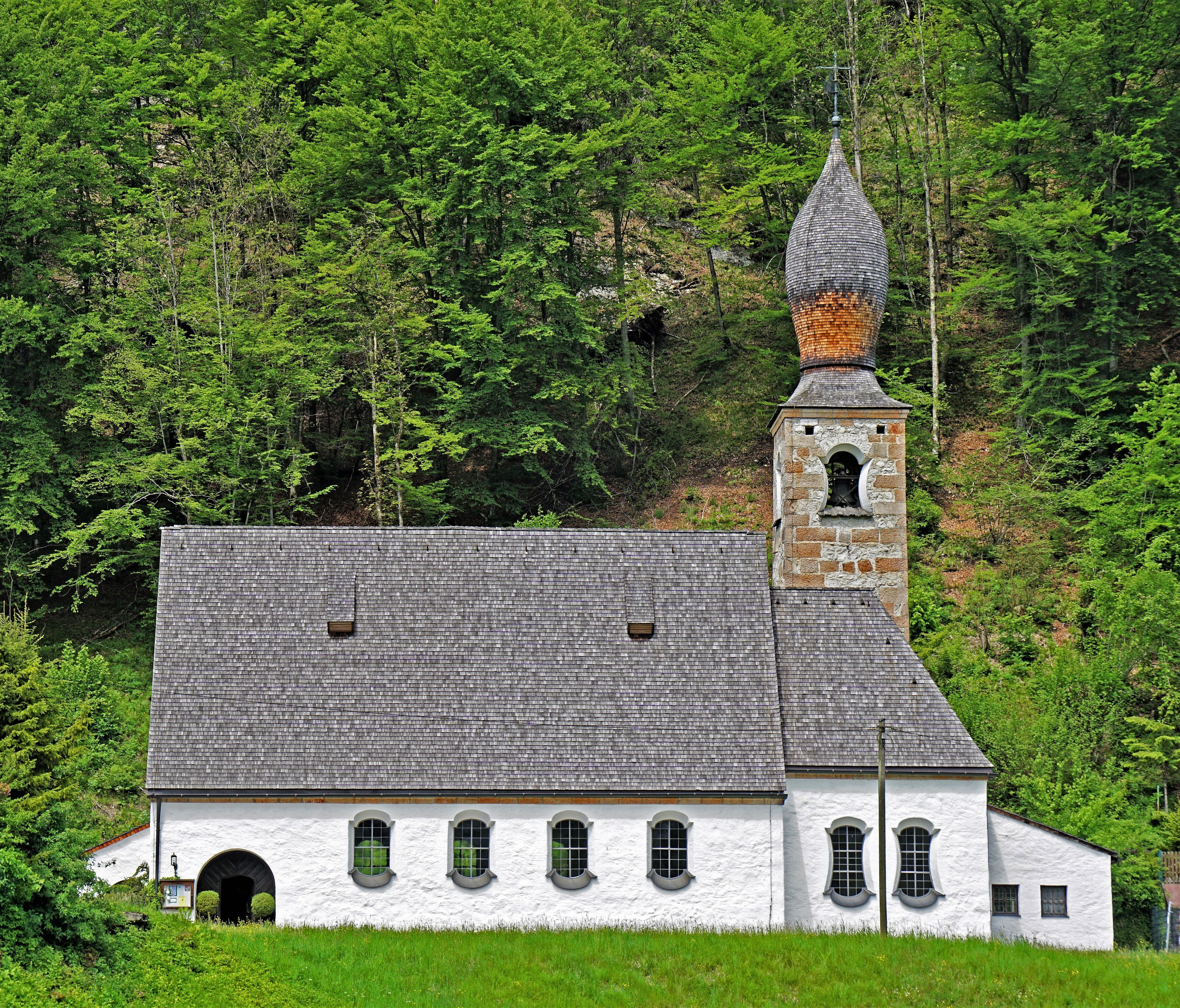
Filialkirche Maria Hilf in Schneizlreuth

Maria Hilf  ist eine römisch-katholische, nach Plänen von Georg Adlmüller errichtete Filialkirche in der Gemeinde Schneizlreuth im Landkreis Berchtesgadener Land.

## Geschichte und Architektur

### Vorgängerbauten
Vorgängerbauten der Kirche an gleicher Stelle waren eine 1755 durch den Wirt Johann Gumpinger mit Erlaubnis des Salzburger Konsortiums erweiterte Kapelle für eine von ihm angestrebte Messlizenz. Neben der Kapelle bestand zudem eine Eremitage, die ab 1776 von einem Traunsteiner Mitglied des Dritten Ordens als Einsiedler bezogen wurde.
Im Zuge der Säkularisation in Bayern in den Jahren 1802 und 1803 wurde die Einsiedelei aufgehoben und die bestehende Klause in ein kleines Gemeindehaus umgewandelt. 1850 kam es zu Verhandlungen über eine Erweiterung der Kapelle, die trotz des Einspruchs des Pfarrers von St. Nikolaus den Erfolg hatten, dass im Herbst 1851 das Gebäude als Filialkirche Schneizlreuth bzw. Schulkapelle geweiht werden konnte. Weitere Ergänzungen erfolgten 1854 mit Einsetzung eines Kreuzwegs sowie einer Ausstattung mit Kreuz und der dazugehörigen schmerzhaften Mutter Gottes (heute in der Kriegergedächtniskapelle) einem Marienbild, in der heutigen neuen Kirche rechts vor der Apsis angebracht ist. 1869 schließlich wurde die ehemalige Eremitage bzw. das Gemeindehaus in die Kapelle integriert, das Ganze damit erweitert und aufgestockt.

### Heutige Kirche
In den Jahren 1946 bis 1949 wurde die jetzige Kirche Schneizlreuth von dem Münchner Architekten Georg Adlmüller während der Währungsreform unter finanziellen Schwierigkeiten geplant und erbaut. (Die Grundsteinlegung erfolgte am 23. Mai 1948, eingeweiht wurde die Kirche am 9. Oktober 1949 durch Weihbischof Anton Scharnagl).
Dieser Neubau ist nun etwas südlich von den Vorgängerbauten gelegen. Die alte Kapelle und das frühere Gemeindehaus wurden zu Wohnhäusern umgebaut. Die aufgesetzte Zwiebel hat ihr Vorbild im Rathausturm von Tüßling soll erinnert der ihrer Form nach an eine Kerzenflamme, für das Gebäude selbst war die Kirche in Mauthausen bei Piding Vorbild. Im Süden der Kirche schließen sich der Friedhof und die nach dem Ersten Weltkrieg Kriegergedächtniskapelle an, in der ein vermutlich aus der Ursprungskapelle stammendes, barockes Kreuz hängt.

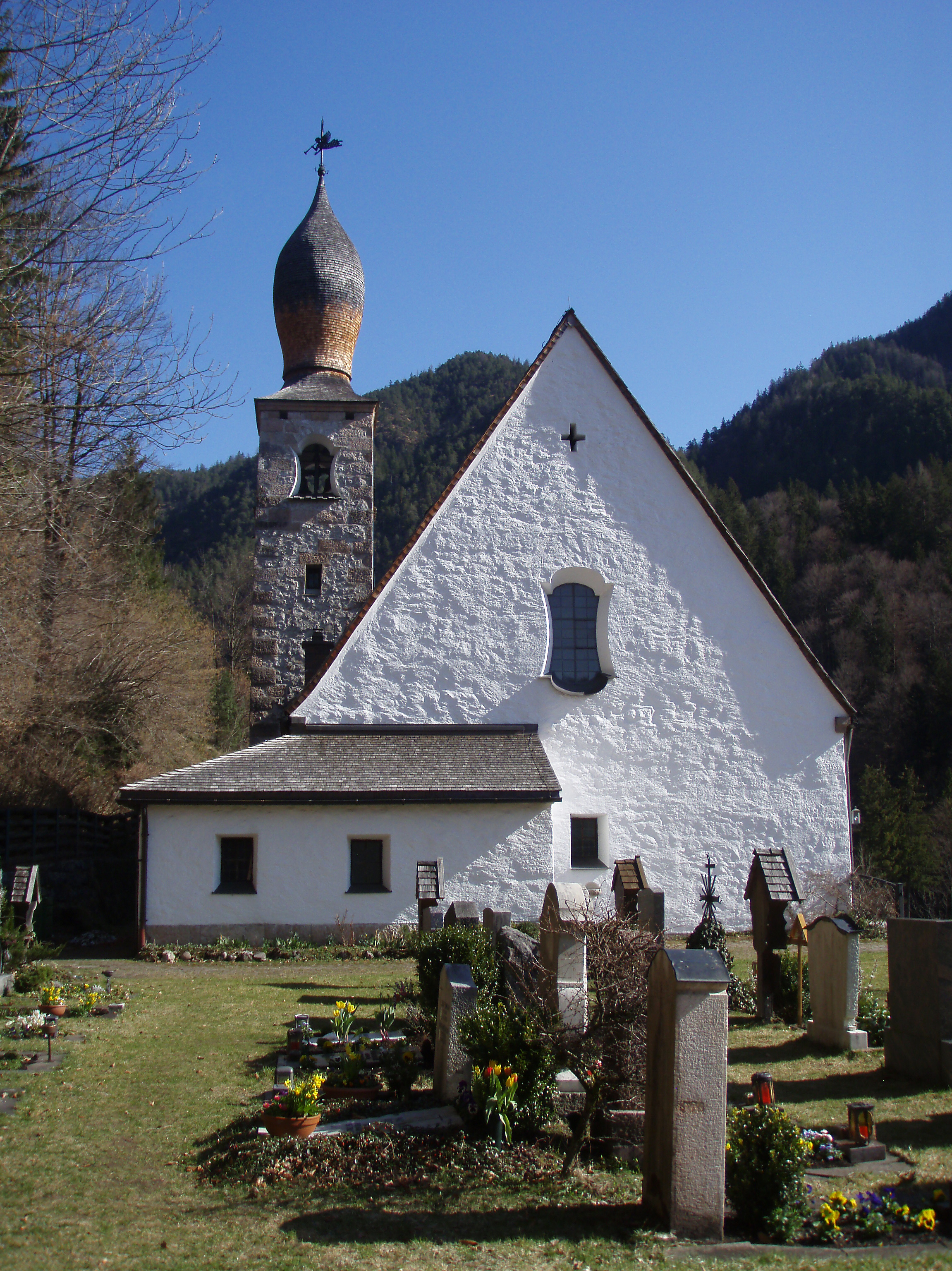
Teilansicht mit Friedhof
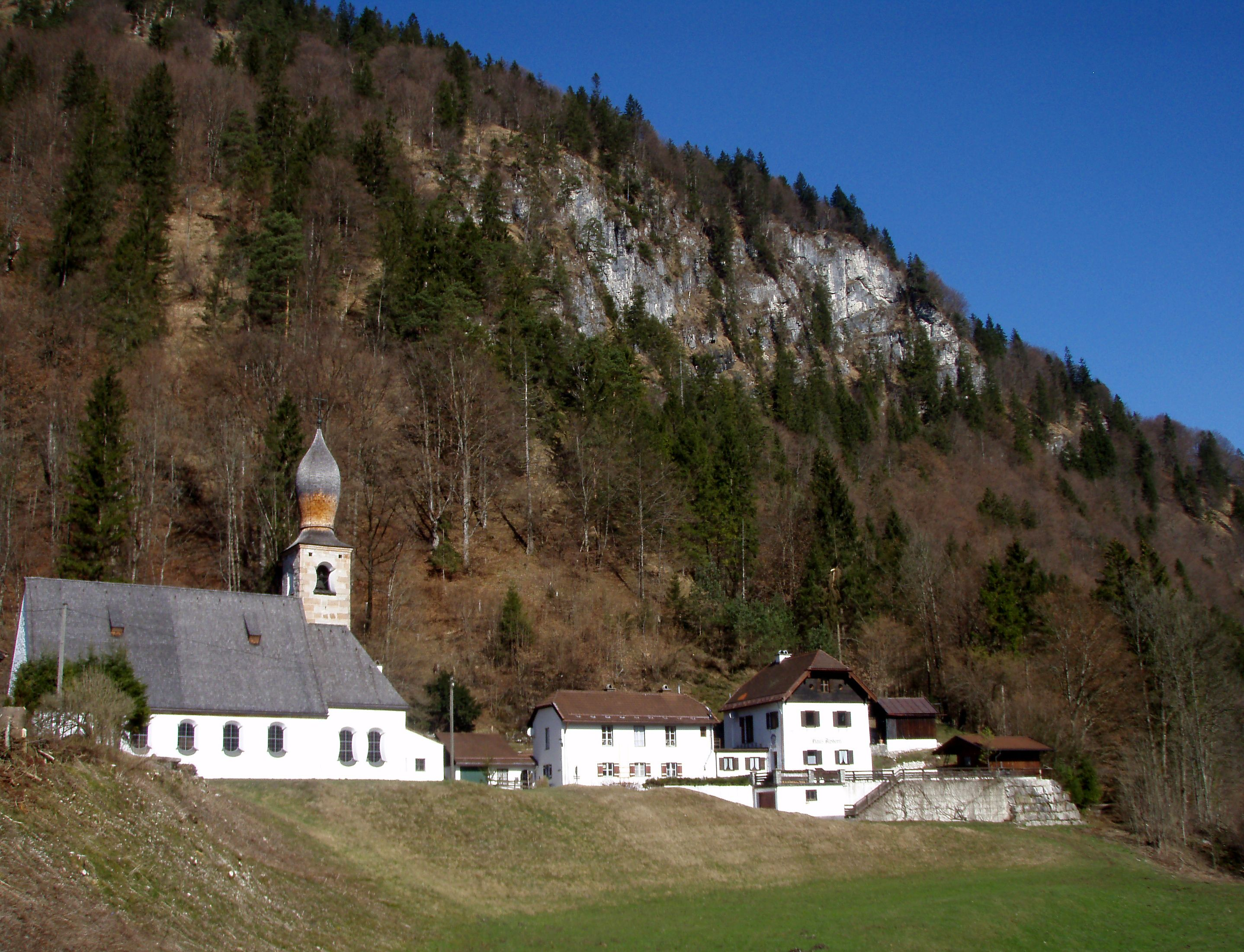
Ansicht mit benachbarten Gebäuden

## Ausstattung

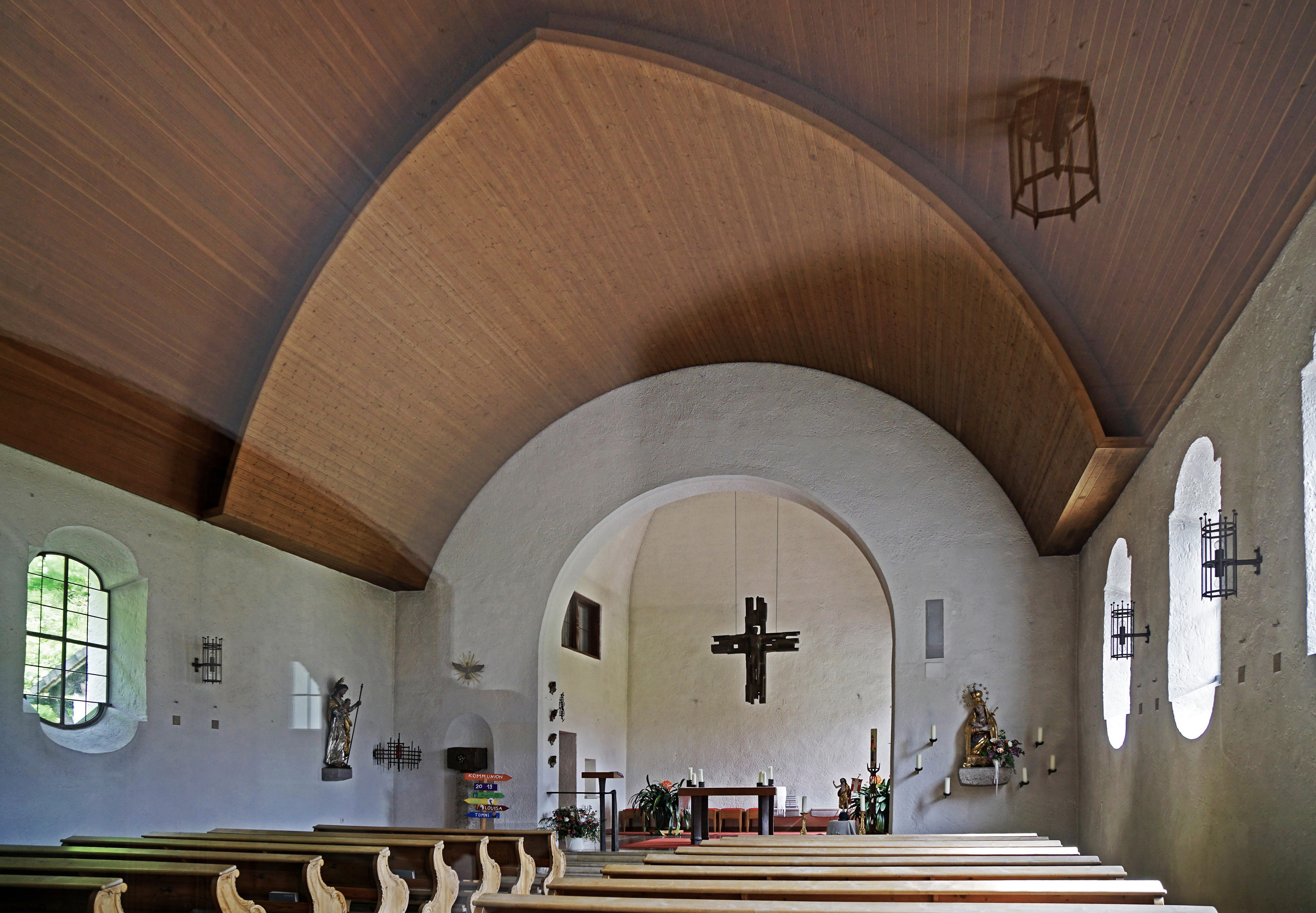
Innenansicht der Kirche (2019)

Der Volksaltar steht in einem eingezogenen, fast quadratischen Chorraum, darüber hängt ein von dem  Berchtesgadener Bildhauer Karl Richter erschaffenes Kreuz aus Bronze. Das ebenfalls von Karl Richter gefertigte Tabernakel ist an der linken Wand vor dem Chorraum. Davor an der linken Seitenwand ist eine  Plastik des hl. Josef mit Kind aus dem 18. Jahrhundert. An der rechten Seite vor dem Chorraum steht der Torso einer schmerzhaften Mutter Gottes mit Schwert, Krone, Sternenkranz und überkreuzten Händen (18. Jhd.; früher als Gnadenbild auf dem Hochaltar) auf einem aus der Wand ragenden Sockel. Außerdem unter der Orgelempore ein hl. Antonius mit dem Jesuskind und der hl. Nepomuk als Wasserpatron gegen die Hochwassergefahren der Saalach mit Kreuz und Märtyrerpalme. Die derzeit letzte bekannte Renovierung erfolgte 1973/74.